# Chacaltaya
Der Chacaltaya ("kalter Weg" in der indigenen Sprache Aymara) ist ein Berg in der bolivianischen Cordillera Real mit zwei Gipfeln (Bergstation des ehemaligen Skilifts 5395 Meter, Nachbargipfel 5421 Meter über dem Meeresspiegel).

## Geographie
Der Chacaltaya liegt zwischen den Gipfeln des Huayna Potosí auf der einen und des Illimani auf der anderen Seite. Diese beiden Berge, zahlreiche weitere Gipfel, bei gutem Wetter der Titicaca-See, sowie das ca. 30 km entfernte La Paz und El Alto sind von seinen Gipfeln aus zu sehen.
Der vermutlich 18.000 Jahre alte Gletscher wurde bis um 2008 noch als einziges Skigebiet des Landes genutzt und ist mit Stand 2022 verschwunden. Brocken des Eises sind von Glaziologe Patrick Ginot im Rahmen des globalen Projekts Ice Memory noch in die Antarktis zur Aufbewahrung und Beforschung gebracht worden.

## Forschungsstationen
Mitte der 1940er-Jahre wurden mit Lamas schwere Geräte auf den Berg gebracht, um insbesondere die Höhenstrahlung zu erforschen.
Seit 1962 betreibt hier das Institute for Cosmic Ray Research (ICCR) der Universität Tokio gemeinsam mit Bolivien das zweithöchste Labor für Kosmische Strahlung (16°21' S, 68°08' W, 5300 m Seehöhe).
Das Bolivian Air Shower Joint Experiment (BASJE) wurde 2016 abgeschlossen. Darauf folgte Andes Large area PArticle detector for Cosmic ray Physics and Astronomy (ALPACA), teilweise vom Fuß des Berges aus auf 4740 m Höhe.
Seit 2012 werden im Observatorium auf 5220 m Höhe in einer Kooperation von Organisationen aus Europa und den USA mit der bolivianische Universidad Mayor San Andrés (UMSA) in La Paz die Konzentration von Treibhausgase, Staub und anderen Luftschadstoffen gemessen. Der Chacaltaya gehört heute zu den rund dreißig globalen Messstationen, die für den IPCC (Zwischenstaatlicher Ausschuss für Klimaänderungen bei den Vereinten Nationen) Daten über die Messung von Kohlendioxid und Methan liefern und Berichte über die globale Erwärmung erstellen.
Nach dem Leibniz-Institut für Troposphärenforschung liegt die Messstation auf 5240 m Höhe und weist eine 22 km lange LIDAR-Messstrecke nach Cota Cota auf. Die bisher höchste Station zur Messung von Veränderungen der Atmosphäre, das Nepal Climate Observatory Pyramid liegt nahe einem Basislager für Everest-Besteigungen im Himalaya auf 5079 m Höhe in Nepal auf der Nordhalbkugel.
Das Haus des Observatoriums liegt genauer bei 16°21,014' S, 68°07,886' W, 5240 m Seehöhe. Höher am Nordwestgrat liegen einige Messgeräte bei
16°20,817' S, 68°07,698' W, auf 5380 m Höhe.

## Tourismus
Der Berg ist bis auf eine Höhe von 5200 Meter mit Autos befahrbar, von La Paz aus werden organisierte Ausflüge angeboten. Am Endpunkt der Straße befindet sich eine Hütte des österreichischen Alpenvereins, die allerdings mangels Skigästen nun vom Club Andino Boliviano betrieben wird.
Der Chacaltaya galt über viele Jahre als das höchstgelegene Skigebiet der Welt, doch ist der Gletscher in den letzten Jahren durch die Erderwärmung geschrumpft und seit 2009 völlig verschwunden. Es gibt nur noch eine kleine kurze Piste aus Schnee und die verrosteten Überreste eines Handschlepplifts, doch Skibetrieb findet nicht mehr statt. Den Gipfel kann man weiterhin problemlos zu Fuß besteigen.

## Zwischenfälle
- Am 21. August 1992 wurde eine Convair CV-440-80 der bolivianischen SASA – Servicios Aéreos Santa Ana (Luftfahrzeugkennzeichen CP-1961) im Sinkflug auf den Flughafen La Paz-El Alto (Bolivien) in einer Höhe von 15.000 Fuß (4.570 Metern) gegen den Chacaltaya geflogen. Durch diesen CFIT (Controlled flight into terrain) wurden alle 10 Insassen getötet, drei Besatzungsmitglieder und 7 Passagiere.[9]